# Henryk Machajewski
Henryk Machajewski (ur. 12 września 1952 w Środzie Wielkopolskiej) – polski archeolog, profesor nauk humanistycznych. Specjalizuje się w archeologii Europy barbarzyńskiej w epoce żelaza. Profesor emeritus w Instytucie Archeologii na Wydziale Historycznym Uniwersytetu Gdańskiego oraz były starszy wykładowca w Instytucie Prahistorii UAM.
Przedmiotem badawczym Henryka Machajewskiego jest głównie okres przedrzymski, rzymski, oraz okres wędrówek ludów na Nizinie Europejskiej. Od 1977 roku prowadzi liczne badania archeologiczne na Pomorzu Środkowym, oraz w północnej Wielkopolsce, a w ostatnich latach na Wolinie. Jest autorem wielu publikacji, między innymi 4 książek i ponad 100 artykułów. Odznaczony srebrną odznaką „Za opiekę nad zabytkami”, laureat nagrody im. Krzysztofa Dąbrowskiego „Za popularyzowanie archeologii”..
Stopień doktorski uzyskał w 1988 na podstawie pracy pt. Grupa Dębczyńska w Dorzeczu Parsęty (promotorem był prof. Jan Żak). Habilitował się w 2014 na podstawie oceny dorobku naukowego i rozprawy pt. Społeczności południowo-zachodniej strefy Morza Bałtyckiego u schyłku starożytności. 1 sierpnia 2022 roku decyzją prezydenta RP otrzymał tytuł naukowy profesora.

## Ważniejsze publikacje
- Osada z późnego okresu przedrzymskiego i rzymskiego w Rogowie (stan. 4), woj. Koszalin, Koszalin 1980,
- Z badań nad chronologią dębczyńskiej grupy kulturowej w dorzeczu Parsęty, Poznań 1992,
- Materiały do badań nad obrządkiem pogrzebowym ludności grupy dębczyńskiej, Poznań 1993,
- Wygoda. Ein Gräberfeld der Oksywie – Kultur in Westpommern, Warszawa 2001.